# حیات وحش آنگولا

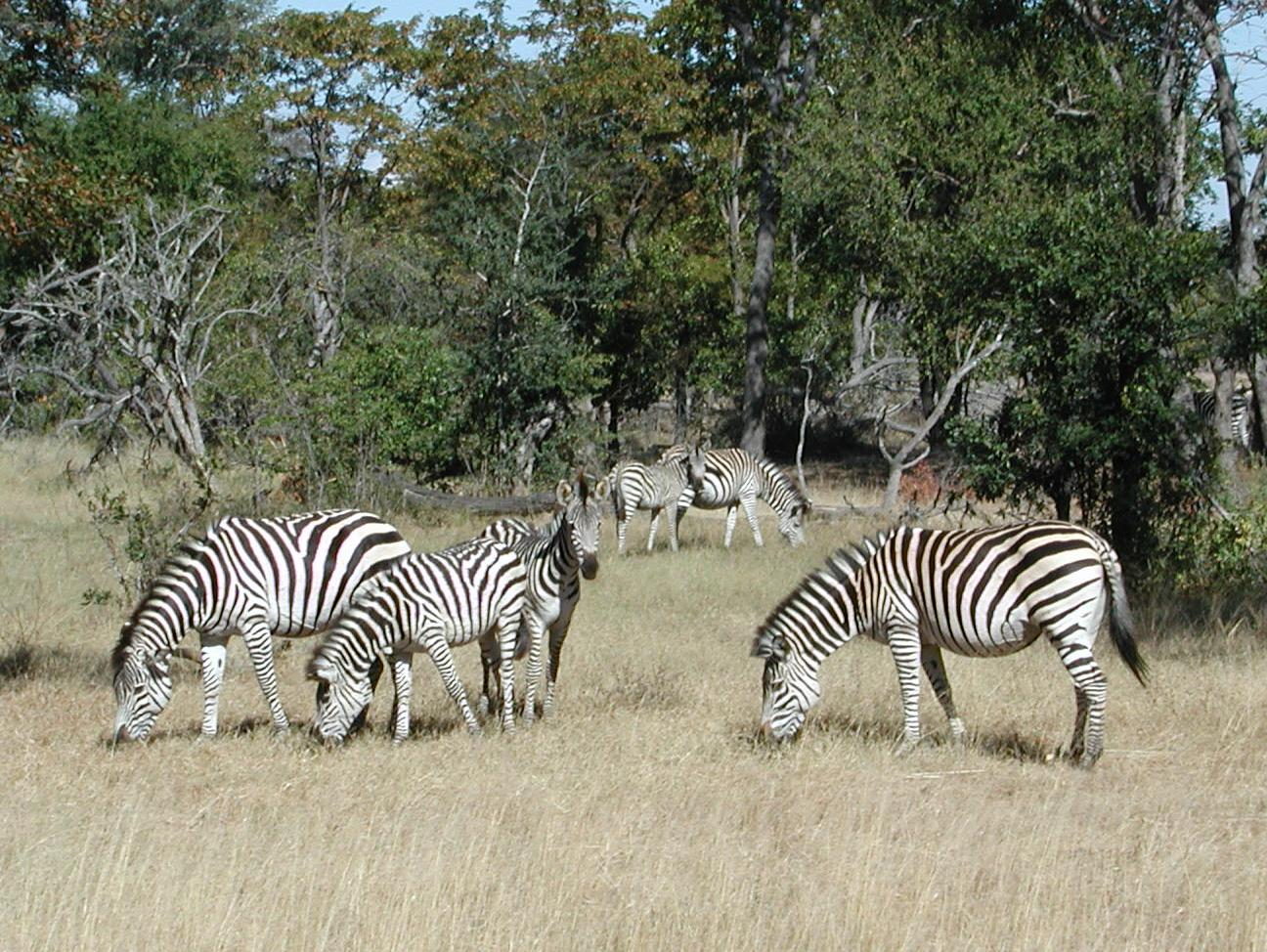
گورخر دشتی

حیات وحش آنگولا از گیاگان و زیاگان آن تشکیل شده‌است. اطلسی از دوزیستان و خزندگان آنگولا در سال ۲۰۱۸ منتشر شد و ۱۱۷ گونه دوزیست و ۲۷۸ خزنده را گزارش داد. کتابی قابل توجه در مورد تنوع زیستی آنگولا در سال ۲۰۱۹ منتشر شد و بیشتر از ۲٬۰۰۰ گونه از موجودات زنده (گیاهان، بی‌مهرگان و حیوانات مهره‌دار) و ۱٬۳۱۳ گونه فسیل را گزارش داد.

## زیاگان

### پستانداران
حدود ۲۹۱ گونه پستاندار در حال حاضر در آنگولا یافت می‌شوند. پستانداران معمول در این کشور حشره‌خوار سموری بزرگ، موش کور طلایی کنگو، موریانه‌خوار، گورخر دشتی، شاخ‌درازان، جوجه‌تیغی و میمون دم‌سرخ هستند.

### خزندگان
در حال حاضر، ۲۷۸ گونه خزنده در این کشور ثبت شده‌اند.

### دوزیستان
در حال حاضر، ۱۱۷ گونه دوزیست در آنگولا ثبت شده‌اند.

## گیاگان
سواحل جنوبی و مرکزی شامل ویلوچیا است که از مخروطیان نخستین می‌باشد. ساوانای پوشیده از علف اطراف لبیتو شامل درختان بائوباب و فرفیون است.